# 弗拉特黑德湖水怪
弗拉特黑德湖水怪是一种未经证实的神秘生物，生存于美国蒙大拿的弗拉特黑德湖。它被认为是与尼斯湖水怪是同一类型的生物。

## 目击
第一次有记录的目击是在1889年。1889年，詹姆斯·克尔船长(James C. Kerr)和他的全体船员报道说，他们在蒙大拿州弗拉特黑德水域看见一只像鲸的生物靠近他们的汽船，其中一名船员朝它开枪把它吓跑了。 据说，弗拉特黑德湖怪有着鲸一样的身体，皮肤光滑有光泽，头和保龄球差不多大，身体一般有20英尺长（约6.1米）的怪物。
1949年，波尔森(Polson)一家在弗拉特黑德湖的附近野餐时，看见湖中出现一条巨大的鱼。当时这条鱼距离他们大约两百米，但能够清晰的看见，它跃出水面足足有六英尺（约1.8米)之高。后来它朝着湖的东南方向游去，湖面掀起一英尺（约30厘米）高的水浪，它渐渐地又潜入了水中。
1955年5月28号，莱斯利·格里菲斯(Leslie Griffith)在代顿市(Dayton)附近的弗拉特黑德湖水下几米深处抓到了一条很大的鲟鱼。当格里菲斯把鱼竿拉出水面的时候，那条鲟鱼还奋力拼搏了一番。他测量了一下白鲟的尸体，约为八英尺(约2.4米)长，两百磅（约91公斤）重。这条白鲟的遗骸后来被送往波尔森－弗拉特黑德历史博物馆(Polson-Flathead Historical Museum)。
1933年，有将近20多起弗拉特黑湖怪的目击事件被报道，7月13号到29号之间的记录最为显著。 7月13号那天，来自西雅图的一名银行职员和一名销售经理声称他们用录像带拍摄到了弗拉特黑德怪出现的过程。他们说怪物的头和鲟鱼很像，但身体又看起来像一只鳗鱼，身体至少有12英尺(约3.7米）长。在录像中，能够看见一个黑色的巨大身影在水面中浮现了出来。 两个星期后，伊利诺伊州的一名警察和他的家人称在野马岛（Wild Horse Island）北部的水域中看见了水怪。当时他们正在船上，水怪在距离他们50码(约45.7米）的地方被他们认了出来，距离船大约100码（91.4 米）的时候游了过去。警官说，弗拉特黑德怪的身体很有光泽并且十分光滑，头和保龄球差不多大，身长约20英尺（约6.1米）。